# Gloria Reuben

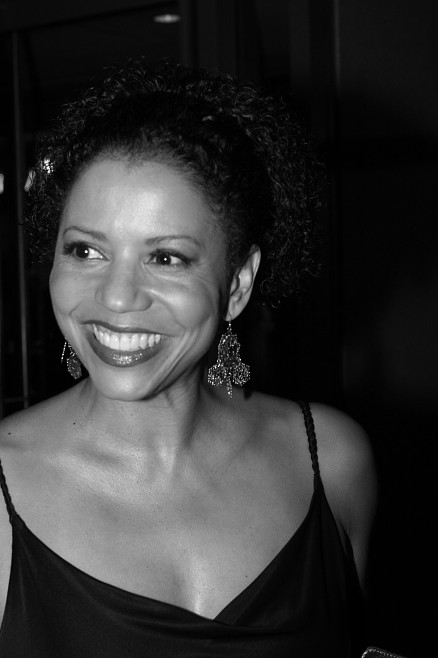
Gloria Reuben

Gloria Reuben (Toronto, 9 juni, 1964) is een Canadese zangeres en actrice die zowel voor film als voor televisie optreedt. Ze werd bekend door haar rol als Jeanie Boulet in de televisieserie ER. Reuben speelde ook een belangrijke rol in de televisieserie Missing als FBI-agente.
Reuben is geboren in Toronto. Haar moeder is een gospel-zangeres en haar vader is architect.
In 1996 werd zij in het magazine People gekozen als een van de mooiste mensen in de wereld.
In 2000 was ze achtergrondzangers van Tina Turner tijdens de Twenty Four Seven Tour.

## Filmografie
- The First Lady (2022)
- Cloak & Dagger (2018-2019)
- Mr. Robot (2015-2019)
- The Blacklist (2015) Episode: Luther Braxton: Conclusion
- Reasonable Doubt. (2014)
- The Sentinel (2006)
- 1-800-Missing (2003)
- Happy Here and Now (2002)
- Salem Witch Trials (2002)
- Little John (2002)
- The Feast of All Saints (2001)
- Shaft (2000)
- Bad Faith (2000)
- Pilgrim (2000)
- David and Lola (1999)
- Macbeth in Manhattan (1999)
- Nick of Time (1995)
- ER (1995-1999, 2008)
- Timecop (1994)
- Wild Orchid II: Two Shades of Blue (1992)
- The Flash (1990)